# Aeroportul Shafter
Aeroportul Shafter (IATA: MIT, ICAO: KMIT, FAA LID: MIT) este un aeroport din California, Statele Unite ale Americii ce deservește zona Shafter⁠(d). A fost numit după zona deservită.
Situat la o altitudine de 129 m, aeroportul dispune de 2 piste.

## Infrastructură

### Piste
Aeroportul dispune de 2 piste. Pista 08/26 are suprafața de asfalt și dimensiunile 3.672 picioare × 60 picioare. Pista 12/30 are suprafața de asfalt și dimensiunile 4.501 picioare × 100 picioare. 